# Iamuna Chaos
Lo Iamuna Chaos è una struttura geologica della superficie di Marte.